# Hunter Creek (Arizona)
Hunter Creek es un lugar designado por el censo ubicado en el condado de Gila en el estado estadounidense de Arizona. En el Censo de 2010 tenía una población de 48 habitantes y una densidad poblacional de 8,43 personas por km².

## Geografía
Hunter Creek se encuentra ubicado en las coordenadas 34°18′19″N 111°1′3″O / 34.30528, -111.01750. Según la Oficina del Censo de los Estados Unidos, Hunter Creek tiene una superficie total de 5.7 km², de la cual 5.69 km² corresponden a tierra firme y (0.05%) 0 km² es agua.

## Demografía
Según el censo de 2010, había 48 personas residiendo en Hunter Creek. La densidad de población era de 8,43 hab./km². De los 48 habitantes, Hunter Creek estaba compuesto por el 100% blancos, el 0% eran afroamericanos, el 0% eran amerindios, el 0% eran asiáticos, el 0% eran isleños del Pacífico, el 0% eran de otras razas y el 0% pertenecían a dos o más razas. Del total de la población el 2.08% eran hispanos o latinos de cualquier raza.